# Івонн Мак-Грегор
Івонн Мак-Грегор  (англ. Yvonne McGregor, 9 квітня 1961) — британська велогонщиця, олімпійська медалістка.

## Виступи на Олімпіадах
| Олімпіада    | Дисципліна                                      | Місце |
| ------------ | ----------------------------------------------- | ----- |
| Атланта 1996 | шосейна гонка з роздільним стартом              | 14    |
| Атланта 1996 | Індивідуальна гонка переслідування, 3000 метрів | 4     |
| Сідней 2000  | особиста шосейна гонка                          | 24    |
| Сідней 2000  | шосейна гонка з роздільним стартом              | 17    |
| Сідней 2000  | Індивідуальна гонка переслідування, 3000 метрів | 3     |